# 亚泉杂志
《亚泉杂志》，是中国人自办最早的自然科学类综合性刊物，杜亚泉主编。

## 概述
《亚泉杂志》由亚泉学馆出版发行，商务印书馆印刷，阴历每月上下弦（初八、二十三日）各出一册，雜誌為铅印，竖排，线装本，25开，单色花边封面，以拷贝纸印刷，每册正文16页。《亚泉杂志》是杜亚泉个人创办一分综合性科学期刊。由于其刊载化学方面的内容较多，所以常被误认为是一份化学专业期刊。1900年11月29日在上海创刊，每半月出版一期，1901年6月9日，因经费不支停刊，共出10期。发表文章40篇，其中绝大部分是杜亚泉本人翻译或编译的文章（除五篇是外来稿，其余三十五篇全是由杜亚泉撰写或翻译的。在翻译稿中，除一篇译自英文外，余都是译自日文），内容主要涉及数学、物理学、化学、地理学等学科。这些文章反映了杜亚泉“科学兴邦”的进步思想。其中有普及电学、化学的基础知识，有关国计民生的应用化学技术，还有首次向国内介绍俄国化学家门捷列夫提出的化学元素周期表，它是现代物质结构理论发展的重要基础知识，并对化学的发展起着很大的推动作用，这对中国自然科学研究史有着重要意义。
《亚泉杂志》对翻译内容是经过严格甄选的，从而使读者可以得到最新而有价值的科学知识。《中国近代科技期刊源流 1792-1949》中针对其翻译化学知识，评价其“并非无原则地兼收并蓄，而是经过比较、鉴别，并按照“最美”、“精当”、“完备”、少而精和新颖的原则译入杂志”。
该刊率先翻译刊载了门捷列夫的化学元素周期律，对多个化学元素的译名一直沿用至今。《亚泉杂志》作为晚清中国人出版的第一个综合性科技期刊，也是中国近代第一个以主编人名命名的杂志。